# Pseudoharpax beieri
Pseudoharpax beieri es una especie de mantis de la familia Hymenopodidae.

## Distribución geográfica
Se encuentra en Etiopía.